# Microdon nicholsoni
Microdon nicholsoni är en tvåvingeart som beskrevs av Ferguson 1926. Microdon nicholsoni ingår i släktet myrblomflugor, och familjen blomflugor. Inga underarter finns listade i Catalogue of Life.